# 桜山町 (名古屋市)
桜山町（さくらやまちょう）は、愛知県名古屋市昭和区にある町名。現行行政地名は桜山町1丁目から桜山町6丁目。住居表示未実施。
町名としては昭和区に属するが、当町に由来する桜山駅の登記上の所在地は瑞穂区となる。

## 地理
桜山町は昭和区の中央南端に位置し、北は阿由知通・恵方町、南は瑞穂区に接する。
域内には名古屋市道名古屋環状線が通るため、交通量が多い。沿線には桜山商店街があり、桜山交差点を中心に地域一帯に街区を形成する。1994年（平成6年）には、名古屋市営地下鉄桜通線今池駅～野並駅間が開通し、桜山駅が置かれた。名古屋市屈指の文教地区である昭和区と瑞穂区にまたがっており、付近には高校や大学が多数存在するため、学生の街として賑わいを見せている。

## 歴史

### 町名の由来
広路町の小字名「桜山」による。字名の由来については諸説ある。一説に、当地周辺にかつて桜の木が多くあり「桜山の井」と呼ばれる井戸があったことからこの名がついたのだと言われる。他に、「狭（さ）」「谷（くら）」で狭い谷を意味するとの説もある。

### 繁華街としての発展

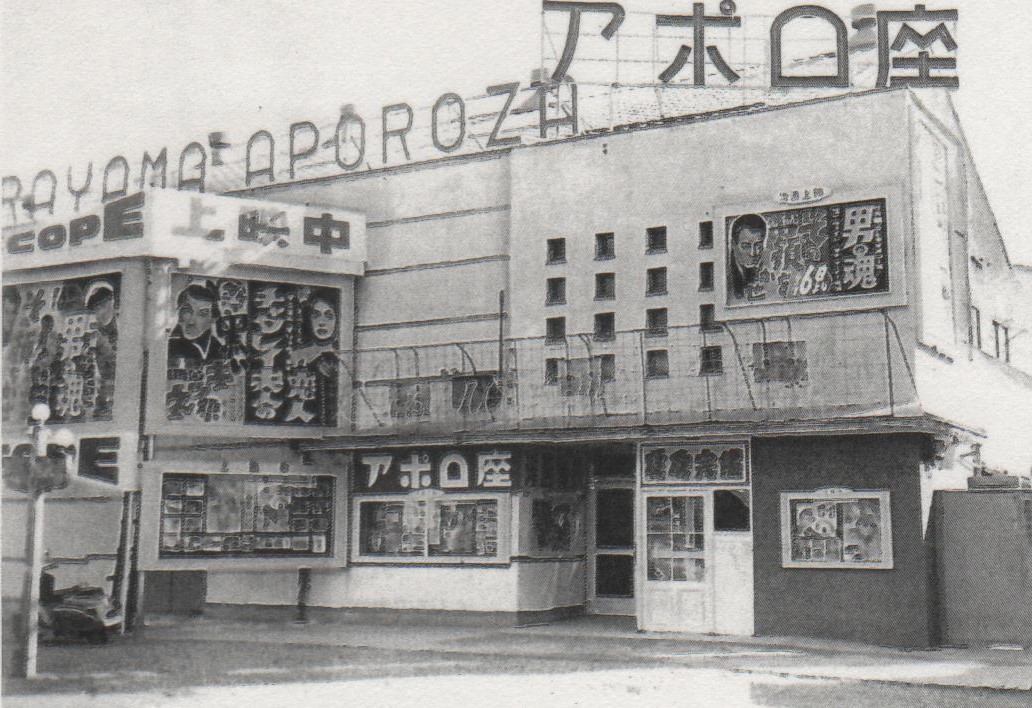
桜山町にあったアポロ座

繁華街としての桜山は、1943年（昭和18年）に南北の通りに大曽根から桜山町間のトロリーバスが開業し、名古屋市電との乗り換え地点となったことにより発展したとされる。第二次世界大戦後になり、桜山交差点付近に露店が出るようになり、1946年（昭和21年）には桜山マーケットが成立した。トロリーバスは1946年（昭和21年）、名古屋市電に転換されている。
名古屋市電廃止前は、金山・堀田方面を通る東西にのびる路線と今池・新瑞・笠寺方面を通る南北にのびる路線（今の桜通線の一部に重なる）が通るターミナル駅で、名古屋東南部の拠点として賑わった。

### 行政区画の沿革
- 1927年（昭和2年）6月20日 - 中区広路町・御器所町の各一部により、同区桜山町が成立[1]。
- 1937年（昭和12年）10月1日 - 昭和区編入により、同区桜山町となる[1]。

## 世帯数と人口
2019年（平成31年）1月1日現在の世帯数と人口は以下の通りである。
| 町丁   | 世帯数  | 人口    |
| ------ | ------- | ------- |
| 桜山町 | 609世帯 | 1,096人 |

### 人口の変遷
国勢調査による人口の推移。
| 1995年（平成7年）  | 835人  |  |  |
| 2000年（平成12年） | 849人  |  |  |
| 2005年（平成17年） | 917人  |  |  |
| 2010年（平成22年） | 990人  |  |  |
| 2015年（平成27年） | 1112人 |  |  |

### 世帯数の変遷
国勢調査による世帯数の推移。
| 1995年（平成7年）  | 369世帯 |  |  |
| 2000年（平成12年） | 416世帯 |  |  |
| 2005年（平成17年） | 460世帯 |  |  |
| 2010年（平成22年） | 527世帯 |  |  |
| 2015年（平成27年） | 630世帯 |  |  |

## 学区
市立小・中学校に通う場合、学校等は以下の通りとなる。また、公立高等学校に通う場合の学区は以下の通りとなる。なお、小・中学校は学校選択制度を導入しておらず、番毎で各学校に指定されている。
| 小学校                                      | 中学校               | 高等学校 |
| ------------------------------------------- | -------------------- | -------- |
| 名古屋市立松栄小学校 名古屋市立御器所小学校 | 名古屋市立桜山中学校 | 尾張学区 |

## 主な施設

### 1丁目
- 日本基督教団名古屋桜山教会[2]
- サイクルギャラリーヤガミ

自転車200台以上のほか、自転車をモチーフにした切手などのコレクションを所蔵する個人博物館。

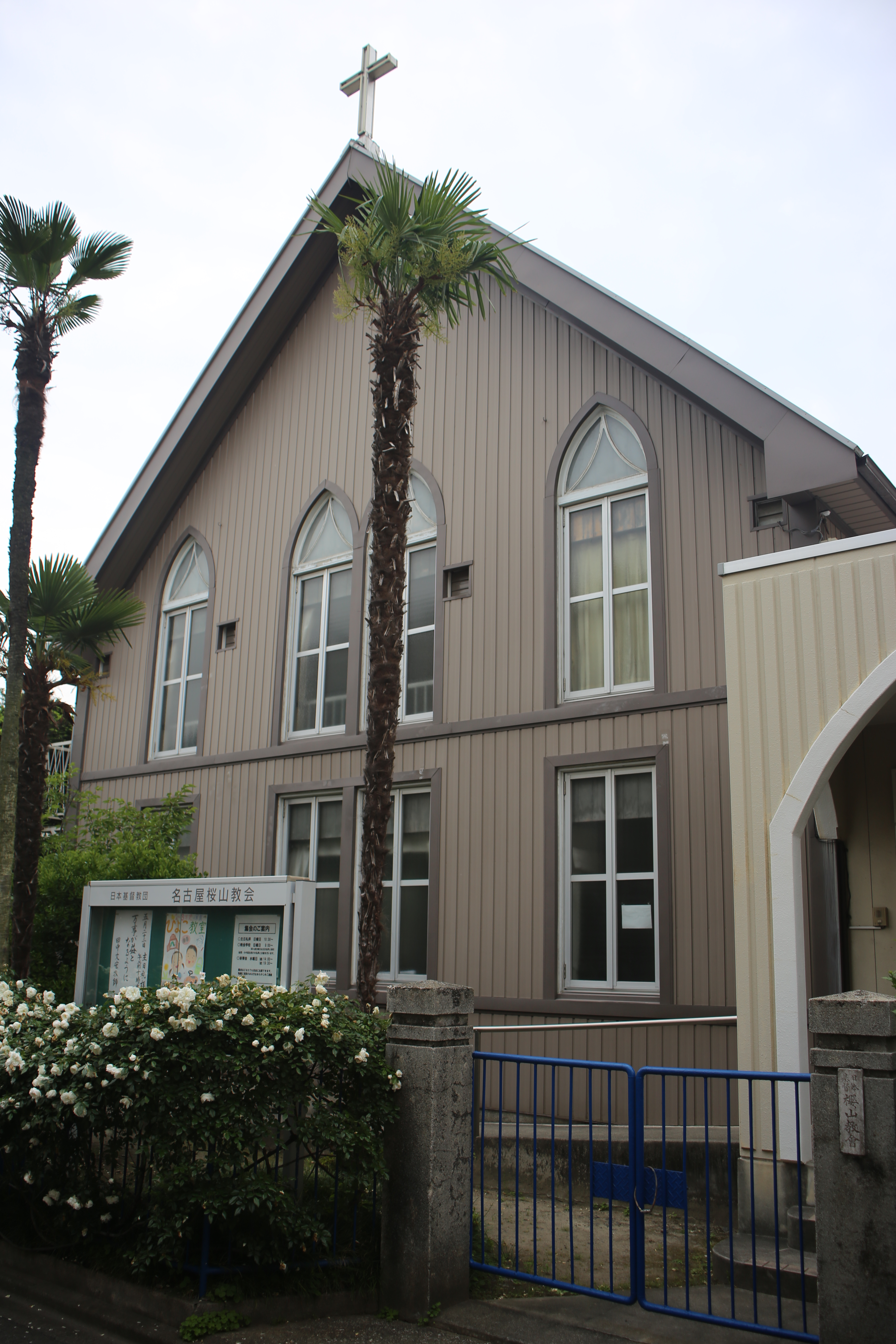
名古屋桜山教会
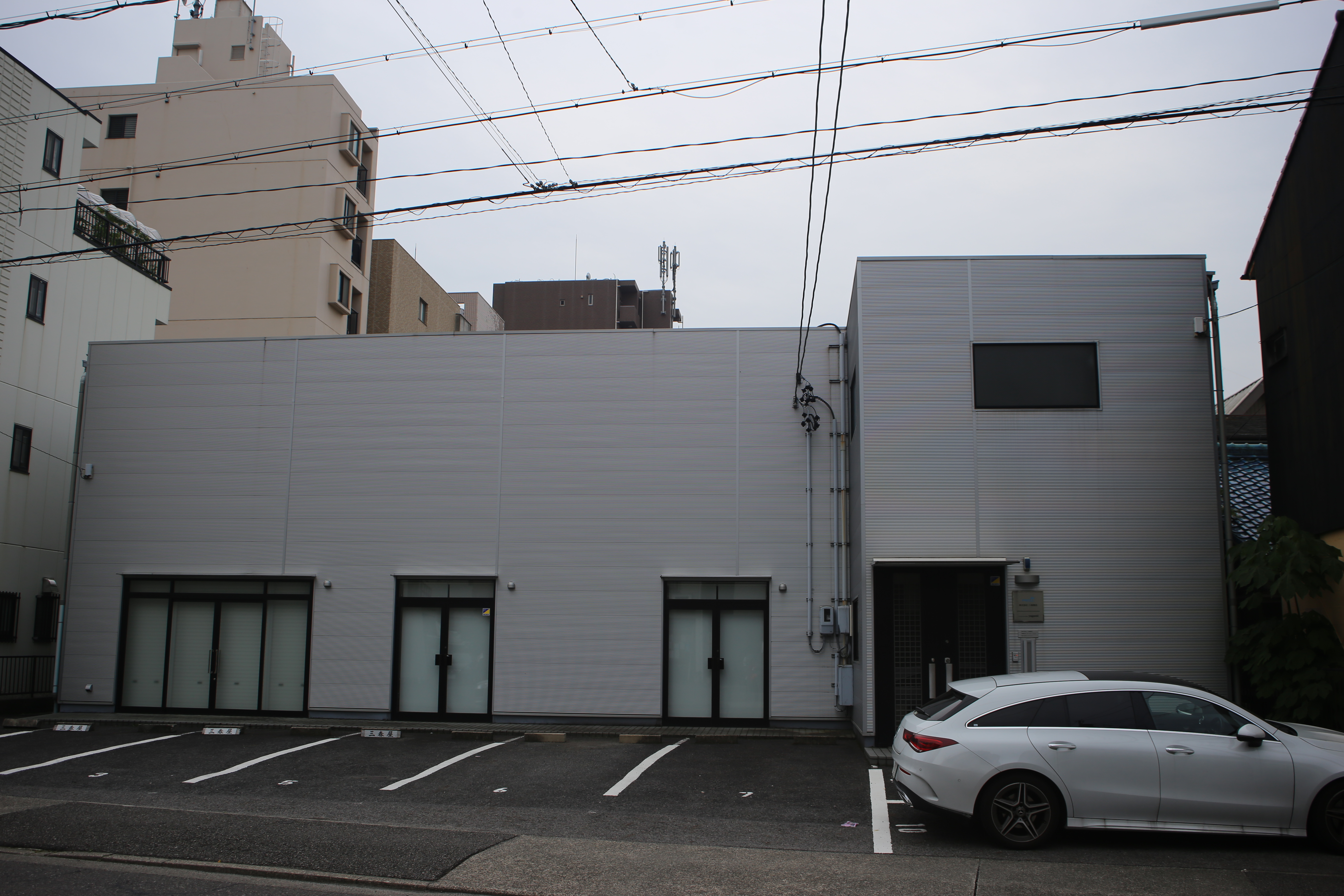
サイクルギャラリーヤガミ

### 3丁目

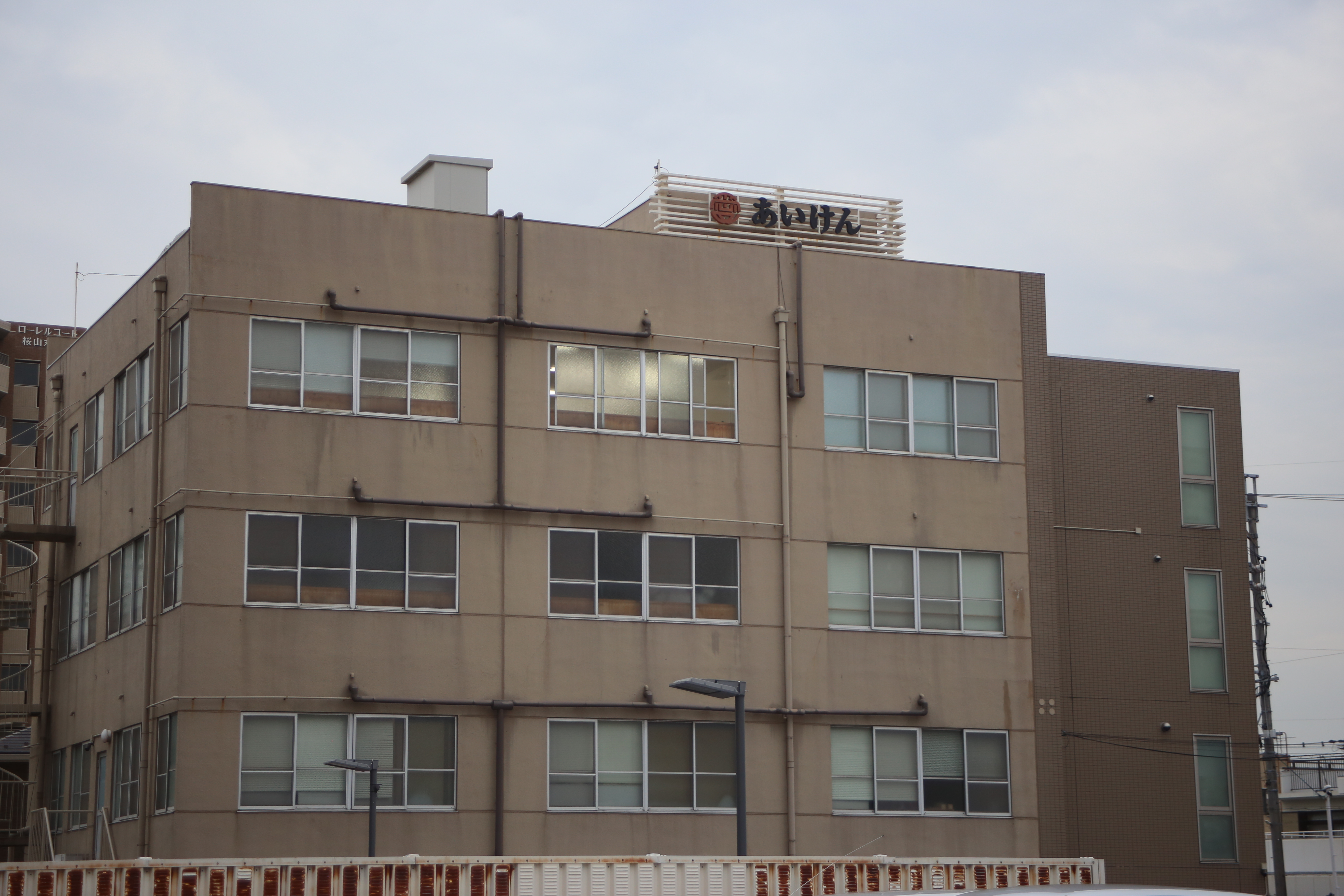
名古屋建築技能大学校

- 名古屋建築技能大学校

### 4丁目
- 桜山商店街
- 名古屋銀行 桜山支店

1952年（昭和27年）10月28日、名古屋相互銀行桜山支店として開設。

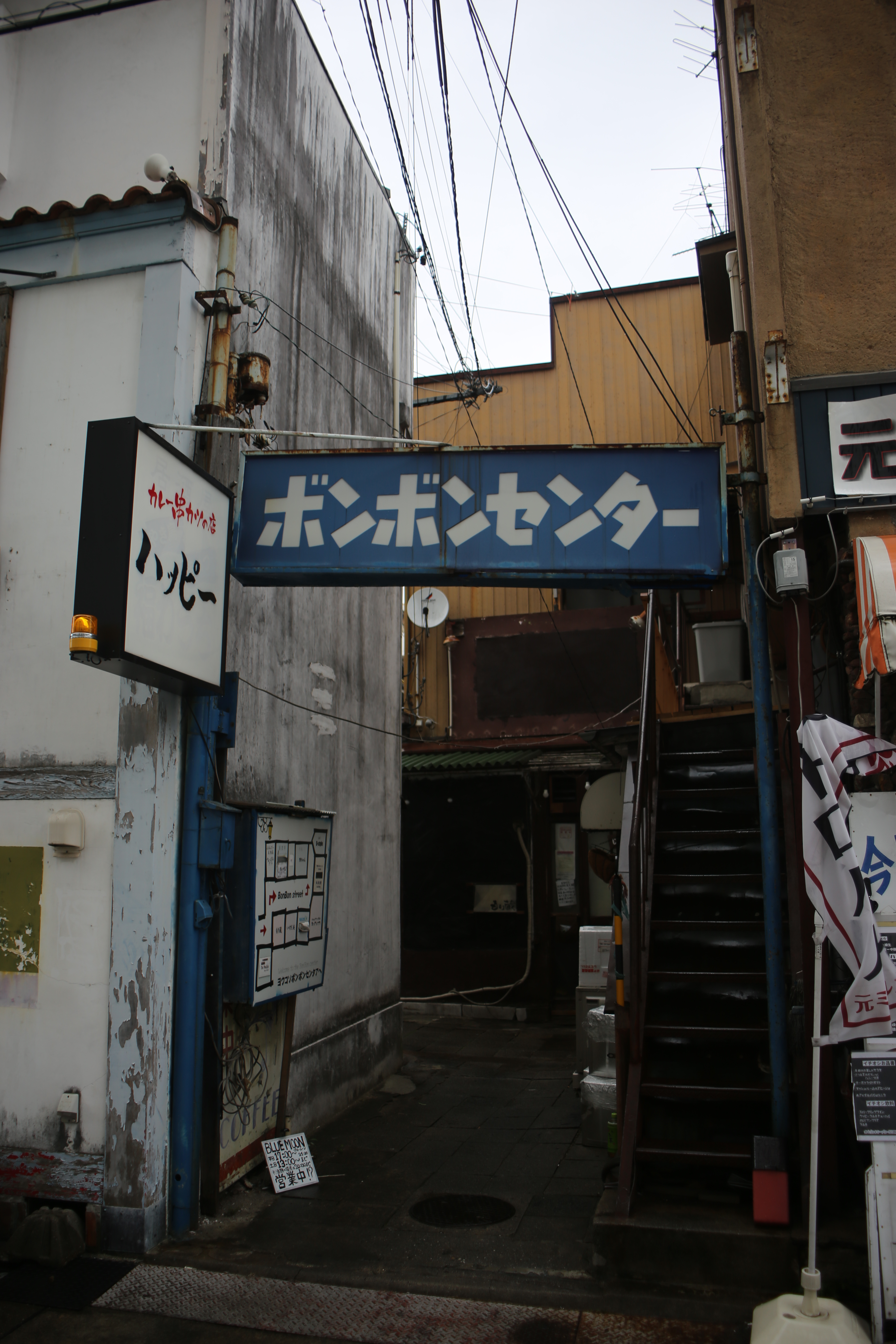
ボンボンセンター

名古屋市東区泉の喫茶店「ボンボン」が整備した飲食店街。
- ボンボンセンター

### 5丁目
- 桜山商店街
- 十六銀行 桜山支店
- 昭和年金事務所

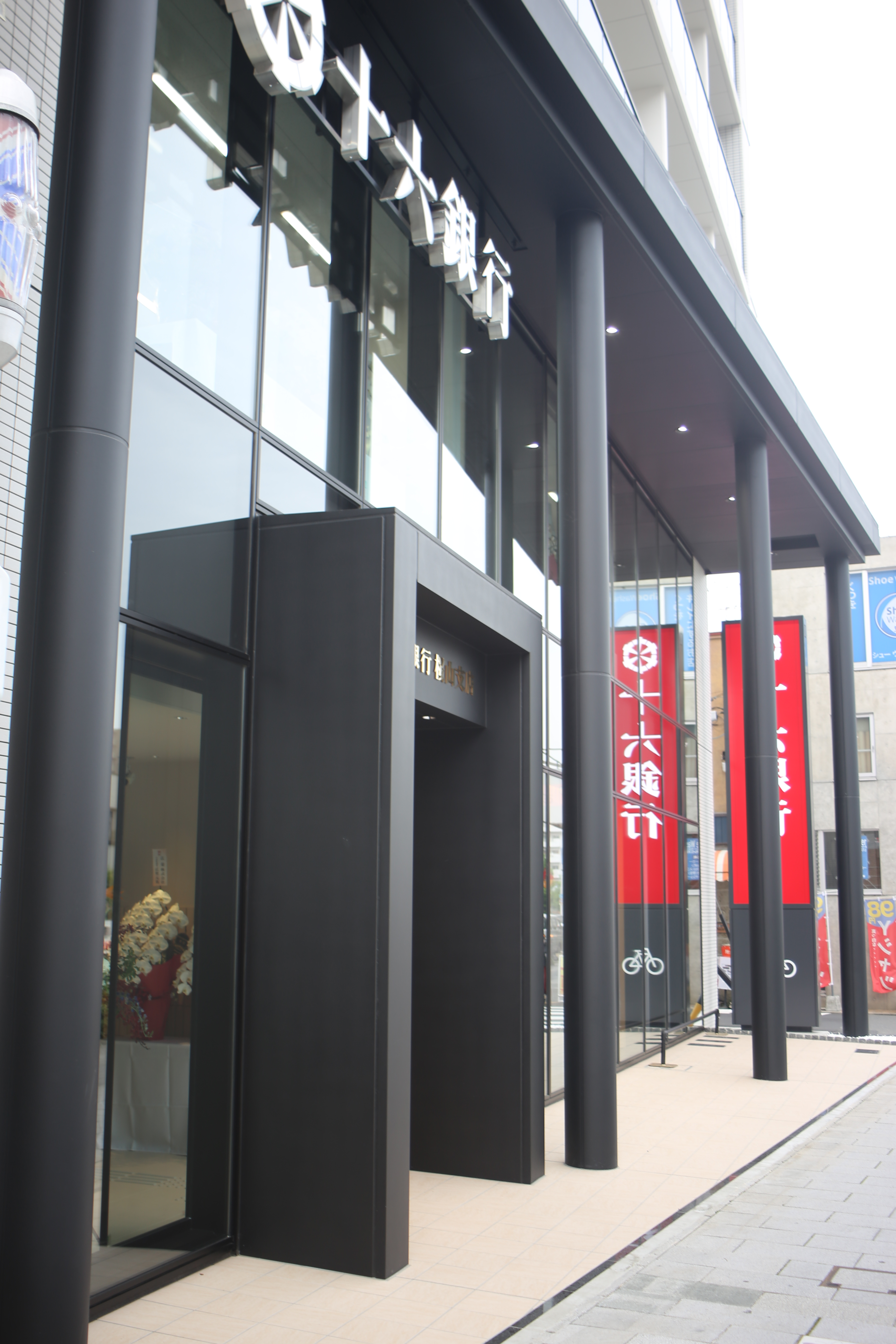
十六銀行桜山支店

### 6丁目
- 昭和郵便局[2]

- 昭和郵便局

## 交通

### 鉄道
- 桜山駅（名古屋市営地下鉄桜通線）- 1・2・7・8番出入口が当地に所在する。

### 道路
- 名古屋市道名古屋環状線
- 八熊通（愛知県道29号弥富名古屋線）

## その他

### 日本郵便
- 郵便番号 : 466-0044[WEB 2]（集配局：昭和郵便局[WEB 12]）。

#### WEB
1. 1 2  “町・丁目(大字)別、年齢(10歳階級)別公簿人口(全市・区別)”.   名古屋市 (2019年1月23日). 2019年1月23日閲覧。
2. 1 2  “郵便番号”.  日本郵便. 2019年1月6日閲覧。
3. ↑  “市外局番の一覧”.   総務省. 2019年1月6日閲覧。
4. ↑  “昭和区の町名一覧”.   名古屋市 (2015年10月21日). 2019年1月12日閲覧。
5. 1 2  総務省統計局 (2014年3月28日). “平成7年国勢調査の調査結果(e-Stat) - 男女別人口及び世帯数 －町丁・字等” (CSV). 2021年7月20日閲覧。
6. 1 2  総務省統計局 (2014年5月30日). “平成12年国勢調査の調査結果(e-Stat) - 男女別人口及び世帯数 －町丁・字等” (CSV). 2021年7月20日閲覧。
7. 1 2  総務省統計局 (2014年6月27日). “平成17年国勢調査の調査結果(e-Stat) - 男女別人口及び世帯数 －町丁・字等” (CSV). 2021年7月21日閲覧。
8. 1 2  総務省統計局 (2012年1月20日). “平成22年国勢調査の調査結果(e-Stat) - 男女別人口及び世帯数 －町丁・字等” (CSV). 2021年7月21日閲覧。
9. 1 2  総務省統計局 (2017年1月27日). “平成27年国勢調査の調査結果(e-Stat) - 男女別人口及び世帯数 －町丁・字等” (CSV). 2021年7月21日閲覧。
10. ↑  “市立小・中学校の通学区域一覧”.   名古屋市 (2018年11月10日). 2019年1月14日閲覧。
11. ↑  “平成29年度以降の愛知県公立高等学校（全日制課程）入学者選抜における通学区域並びに群及びグループ分け案について”.   愛知県教育委員会 (2015年2月16日). 2019年1月14日閲覧。
12. ↑  郵便番号簿 平成29年度版 - 日本郵便. 2019年01月06日閲覧 (PDF)

#### 書籍
1. 1 2 3  名古屋市計画局 1992, p. 796.
2. 1 2 3 4 5  「角川日本地名大辞典」編纂委員会 1989, p. 1458.

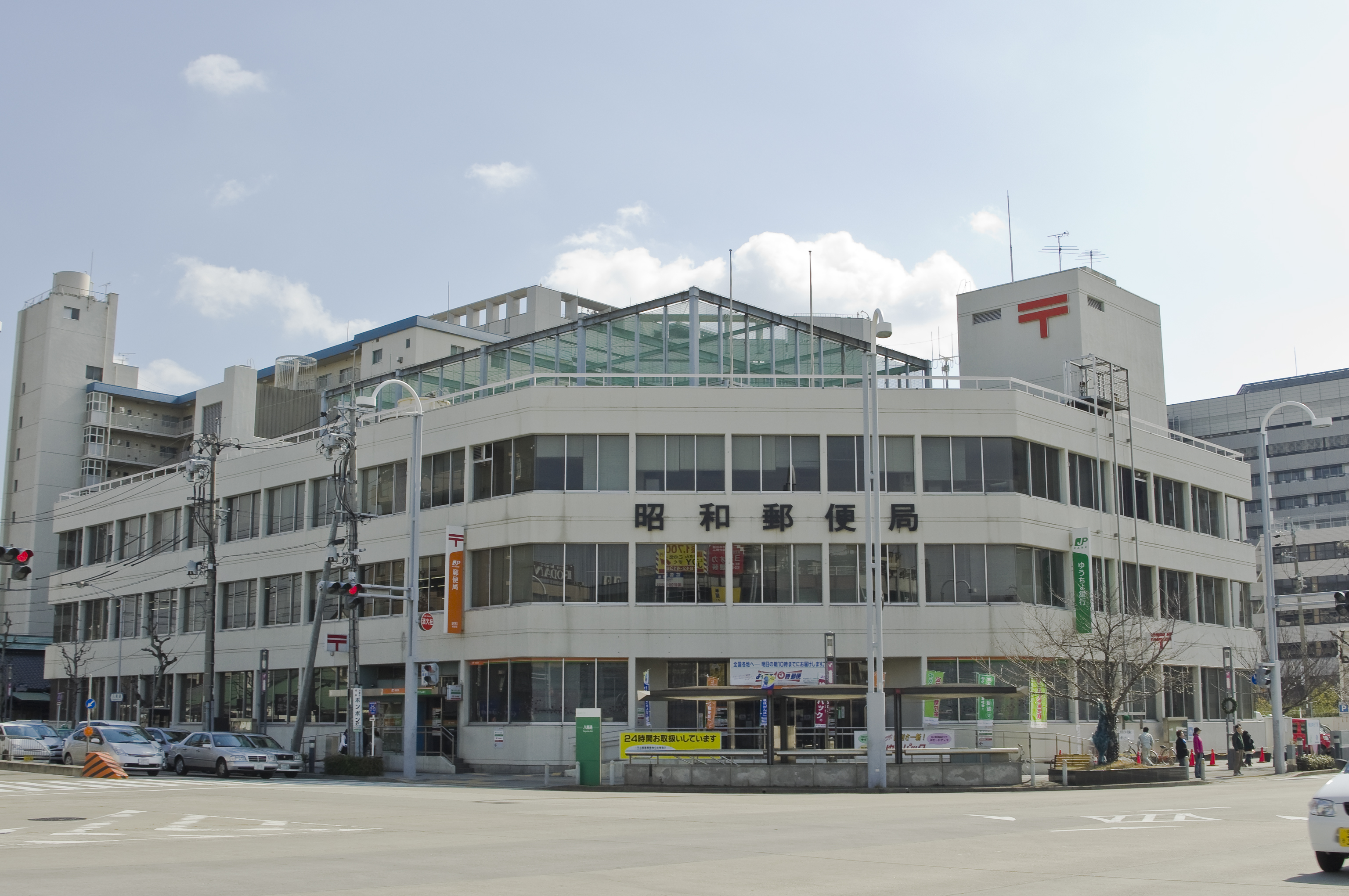
昭和郵便局

3. 1 2 3 4  名古屋市計画局 1992, p. 355.
4. ↑  名古屋国際高等学校社会科教科会 1999, p. 230.
5. ↑  木全秀視 2007, p. 78.
6. ↑  大竹敏之 2009, p. 203.
7. ↑  名古屋相互銀行行史編纂室 1980, p. 413.
8. ↑  大竹敏之 2009, p. 169.